# История еврейского народа
История еврейского народа — история становления и развития народа евреев. История евреев насчитывает более трёх тысяч лет и касается истории многих других народов, с которыми взаимодействовал еврейский народ. Существенная часть еврейской истории связана с землёй Израиля.
Исторической родиной еврейского народа является Земля Израиля (Эрец-Исраэль), страна, историческая область, в библейское время населённая древними евреями. Согласно Библии, эта земля была обещана Богом ветхозаветным патриархам, начиная с Авраама, в библейской традиции считающегося родоначальником еврейского народа и их потомкам — народу Израиля, евреям, которые получили её после исхода из Египта. На протяжении почти двух тысячелетий галута (изгнания с исторической родины) еврейская религия и культура сохраняли идею грядущего освобождения от чужеземного господства и возвращения на родину.
Евреи сложились как общность во 2-м тысячелетии до н. э. в результате интеграции семитоязычных скотоводов-кочевников и земледельцев среднего течения реки Евфрат и оазисов Ханаана. Постоянное проживание значительной части еврейского народа за пределами Земли Израиля начинается уже в древности. Со времени создания Второго храма (VI век до н. э.) складывается преобладающая до настоящего времени модель этнического развития евреев, включающая символический и культурный центр в Израиле и обширную еврейскую диаспору. В 63—37 годах до н. э. Иудея была завоёвана Римской империей. В I—II веках н. э. римляне разбили еврейские освободительные движения, в 70 году н. э. разрушили Второй храм и выселили большую часть евреев, пополнивших еврейские общины диаспоры. Еврейский этнический центр в Земле Израиля почти полностью прекратил существование после арабского завоевания в 638 году, однако присутствие евреев на их исторической родине не прекращалось вплоть до создания государства Израиль в 1948 году.

## Земля Израиля
Земля Израиля (Эрец-Исраэль) является исторической родиной еврейского народа, связь с которой сохраняется в течение всей истории евреев. Религиозное мировоззрение еврейского народа основывается на мессианстве, вере в избавление человечества и возвращение евреев в Эрец-Исраэль. Это упование отражено в духовном творчестве еврейского народа в течение веков жизни в диаспоре. Неоднократно возникавшие мессианские движения стремились к чуду избавления. В Земле Израиля, несмотря на преследования евреев и перемещение еврейских демографических и культурных центров, в течение истории сохранялось еврейское население. Стремления к политической независимости в еврейском сознании были тесно связаны с Эрец-Исраэль. Один из эпитетов Земли Израиля — Дочь Сиона.
Библейское предание начинает жизнеописание Авраама, считающегося родоначальником еврейского народа, уроженца Ура Халдейского в Месопотамии, словами: «И сказал Господь Аврааму: пойди из земли твоей, от родства твоего и из дома отца твоего в землю, которую Я укажу тебе» (Быт. 12:1) — в землю, позже получившую название Земля Израиля, согласно Библии, обетованную (обещанную) Богом потомкам Авраама. Библейские тексты отмечают духовную связь народа Израиля и обетованной ему Богом земли и утверждают о неизбежности их конечного воссоединения: «…возвратит Господь, Бог твой, изгнанных твоих… и опять соберет тебя из всех народов, среди которых рассеял тебя Господь, Бог твой… И приведет тебя Господь, Бог твой, в землю, которой владели отцы твои, и будешь ты владеть ею…» (Втор. 30:3, 5); «И возвращу Я изгнанных народа моего, Израиля… И насажу Я их на земле их, и не будут они больше вырваны из земли своей, которую Я дал им» (Амос. 9:14, 15).
В Земле Израиля евреи сформировались как народ из разных племён общего происхождения, в этой земле существовало еврейское суверенное государство, в ней сложился духовный и религиозный облик еврейского народа, были созданы ценности национальной культуры, сложилась Библия, мировоззрение которой составило основу иудаизма. Страна Израиля как независимая геополитическая культурная единица существует только в контексте еврейской истории. Ранее обоснования в ней израильских племён эта территория представляла собой разнообразные ханаанские города-государства, часто подвластные Египетскому царству. Предположительно, уже вскоре после разрушения Второго храма в читаемую трижды в день молитву Амида включается бенедикция киббуц галуйот, представляющая собой обращенную к Богу мольбу о возвращении евреев, находящихся в странах изгнания, в Землю Израиля: «Собери нас вместе с четырех концов земли в страну нашу». Идея грядущего объединения рассеянных по миру частей еврейского народа и восстановления еврейской государственности проводится талмудической литературой. Согласно с этим ряд средневековых раввинских авторитетов, включая Нахманида, провозглашали проживание в Земле Израиля в качестве одного из важнейших предписаний иудаизма (мицвот).
Библия точно не определяет границы Земли Израиля. Наиболее обширными они описаны в обетовании Быт. 15:18, где Господь заключает завет с Авраамом, потомству которого, евреям, даёт эту землю: «…от реки Египетской до великой реки, реки Евфрата» (Великий Израиль), но, согласно большинству других мест, это «земля Хананеев» (Исх. 3:17; Чис. 34:2) или «Аморреев» (Втор. 1:7) — то есть включает и территорию восточнее Иордана (ср.: Чис. 32:1 слл.; Втор. 2:24 слл.; Нав. 13:8—33; 22; Пс. 135:11, 12; 136. 19—22).
Преданность евреев исторической родине и осознание им своего единства стали предпосылками для зарождения в массового национально-освободительного движения возвращения в Эрец-Исраэль и создания на её территории независимого государства. Возникновению этого движения длительное время препятствовало то, что Священное Писание, учения большинства позднейших религиозных авторитетов, и формировавшееся под их влиянием общественное сознание осмысляли конец галута в контексте мессианской эсхатологии. Согласно этой концепции, избавление, которое понимается как национальное освобождение, полностью зависит от воли Божьей, выразителем которой будет Его посланник — Мессия. Как один из аспектов будущего общего переустройства мира, избавление не может произойти по воле человека или группы людей. Эсхатологическая трактовка избавления являлась преобладающей до начала эпохи Хаскалы, и национальные стремления евреев могли выразиться в это время только в форме мессианских движений, многие из которых включали призывы к массовому переселению в Землю Израиля, а иногда сопровождались также практическими действиями, как, например, крупнейшая в Средневековье алия ашкеназов, совершённая в 1700 году под руководством Иехуды Хасида ха-Леви, бывшего тайным последователем Шабтая Цви.
Земля Израиля считается Святой землёй не только в иудаизме, также в христианстве и исламе. Её святость в этих двух религиях воспринимается в контексте древней еврейской (ветхозаветной) истории и духовной культуры.

## Особенности еврейской истории
По мнению большинства учёных, время этногенеза (формирования) еврейского народа приходится на период между 2-м и 1-м тысячелетиями до н. э. Факт существования на данной территории иной цивилизации не оспаривается, тем самым «удревняя» историю евреев. Гораздо большей задачей для многих историков является поиск материальных подтверждений, описанных в истории Храмов.
Еврейское самосознание является сочетанием этнического и религиозного элементов.

### Историческая память в коллективном еврейском сознании
Коллективная память еврейского народа выражена в письменных источниках начиная с древности. Это Танах, Талмуд, агадическая литература, мистические, философские и галахические произведения Средних веков, еврейская литература Нового времени. Эта национальная память поддерживается еврейским образом жизни, освежается годичным циклом еврейских праздников и побуждает каждое новое поколение пережить сопричастность с народным прошлым.
Как сказано в Пасхальной Хаггаде: «В каждом поколении человек обязан рассматривать себя, будто он сам вышел из Египта, ибо сказано: «И скажи сыну твоему в тот день так — это ради того, что сделал со мною Господь при исходе моём из Египта» (Исх. 13:8). Не только наших предков вызволил Святой, благословен Он, но и нас спас вместе с ними, как сказано: «И нас Он вывел оттуда, чтобы повести нас и даровать нам землю, о которой Он клялся нашим предкам» (Втор. 6:23)»
Евреи, как и многие другие народы, взывают к ушедшим поколениям, но вместе с тем они чувствуют нравственную связь с ними, как если бы праотцы и сегодня были живы. Это свойство еврейской традиции иллюстрируют следующие слова Талмуда: «Рабби Зейра, завершив молитву, говорил так: „Да будет воля Твоя, Господь, Бог наш, чтобы не согрешили мы, и не опозорились, и не заставили стыдиться праотцев наших“» (Брахот 16б).

### Географическое своеобразие еврейской истории
На заре еврейской истории события были привязаны к сравнительно небольшому району Ближнего Востока и концентрировались вокруг Земли Израиля. Начиная с талмудического периода и далее в раннее Средневековье большая часть еврейского народа проживала в странах ислама. В поздние Средние века и в Новое время центральные события еврейской истории перемещаются в Европу. С течением времени распространение и развитие еврейских общин диаспоры приводит к тому, что ареной событий еврейской истории становятся Северная Африка, Западная и Восточная Европа, Северная Америка. С возникновением еврейского «национального очага», а затем Государства Израиль, Земля Израиля вновь начинает играть центральную роль в еврейской истории.
Географическое своеобразие еврейской истории имело формирующее влияние на культуру евреев. Возникнув на перекрёстке древних цивилизаций в Палестине, еврейская культура развивалась в постоянном контакте с окружающими народами и в своей стране, и в изгнании. Евреи оказали значительное влияние на развитие христианской и мусульманской цивилизаций, но и сами они не были изолированы от внешних влияний. Составляя чётко определённое меньшинство в среде других народов, евреи всегда вели плодотворный диалог — открытый или подспудный — с другими культурами, стремясь выявить и укрепить основы своей идентичности в рамках этого диалога.

## Древнейшая (библейская) история (XX—XI века до н. э.)
Начало еврейской истории связано с библейской эпохой. Библейская история еврейского народа охватывает период от появления евреев на арене истории во времена Авраама, как родоначальника еврейского народа, до завоевания Иудеи Александром Македонским.
Основным источником для изучения древнейшей истории еврейского народа служит Ветхий Завет (Танах). Важным источником являются также сочинения Иосифа Флавия («Иудейские древности» и «Иудейская война»), Филона Александрийского и др.
В качестве нации древние евреи сложились во 2-м тысячелетии до н. э. на территории древнего Ханаана. Географически «национальный очаг» еврейского народа возник на «перекрёстке» Древнего мира — там, где встречаются пути, соединяющие Месопотамию и Египет, Малую Азию и Аравию и Африку.
Еврейские племена, потомки Авраама, расставшегося в древности со своей родиной в плодородной Месопотамии, постепенно захватили земли ханаанских народов и стали называть Ханаан Землёй Израиля. По одной из версий, это произошло в результате интеграции семитоязычных скотоводов-кочевников среднего течения Евфрата и земледельцев оазисов Ханаана. Согласно еврейской традиции, записанной в Торе, еврейский народ сформировался в результате Исхода из Египта и принятия Закона Торы у горы Синай. Пришедшие в Ханаан евреи были разделены на Двенадцать колен — племён, ведущих своё происхождение от сыновей Иакова-Израиля.

### Эпоха патриархов, родоначальников еврейского народа
Согласно Библии, родоначальник еврейского народа Авраам (через Евера происходивший по прямой линии от Сима, сына Ноя) был выходцем из города Ур в Месопотамии (юг современного Ирака, на западе от реки Евфрат). Как можно судить по археологическим данным, представляемым новейшими раскопками и исследованиями, Халдея находилась уже на значительной высоте культурного развития, так что и Авраам, повинуясь высшему призванию, переселился в Ханаан уже как человек, обладавший всеми важнейшими элементами культурной жизни, и представлял собой весьма зажиточного и влиятельного главу целого племени.
В Ханаане Авраам встретил значительное население, также уже стоявшее на значительной ступени культурного развития, хотя в некоторых городах и проявлявшее все признаки глубокого нравственного растления (Содом и Гоморра). Через Ханаан проходили древнейшие торговые пути, связывавшие два полюса самых древних письменных цивилизаций — Месопотамию и Египет.
В Ханаане был заключён Завет между Богом и Авраамом, договор, которым определялась дальнейшая судьба потомков Авраама. Через некоторое время Аврааму пришлось побывать и на берегах Нила, где уже процветала окончательно сложившаяся египетская цивилизация, с её грандиозными пирамидами, многочисленными храмами и обелисками и всевозможными проявлениями своеобразной культуры мудрейшего народа древнего Востока.
Древнему Египту было суждено сделаться впоследствии колыбелью еврейского народа, когда внук Авраама Иаков переселился туда со всем домом своим.
По-видимому, авраамов период соответствует группе кочевых племён хапиру, часто упоминавшихся в документах различных государств Ближнего Востока (Аккад, Угарит, Митанни, Древний Египет) в период примерно XVIII—XV веков до н. э.

### Переселение в Египет и египетское рабство (XIX—XV века до н. э.)
Согласно Книге Бытия, евреи переселились в Египет вслед за Иосифом, сделавшимся первым министром египетского фараона и фактическим правителем Египта, оставив фараону только высшие символы власти. Иосиф помог своему отцу Иакову со всей семьёй (67 человек) переселиться в Египет и поселиться в земле Гесем (Гошен) (Быт. 47).
Поселённое на богатой почве, окружённое всеми влияниями высокоразвитой культуры, используя выгодное положение племени (родство к первому министру и благодетелю страны), еврейское население стало быстро расти. Между тем в жизни Египта совершилась важная перемена. Из Фив вышло освободительное движение, которое ниспровергло гиксосскую династию, и гиксосы были изгнаны из Египта (ок. 1550 до н. э.).
Для евреев этот политический переворот имел роковое значение. На престоле фараонов воцарилась новая, туземная XVII династия.  Ввиду этого вполне естественно, что новая династия не только не имела склонности сохранить прежние привилегии и вольности еврейских переселенцев, а напротив, вследствие их известной связи с гиксосами начала относиться к ним подозрительно и враждебно. Так как они уже успели значительно возрасти в числе и представляли собой немаловажную политическую силу, то по отношению к ним началась система угнетения, которая становилась все сильнее с каждым новым царствованием. Начались труднейшие крепостные пограничные работы, и на них употреблён был даровой труд евреев. Фараоны как бы старались превзойти друг друга своей военной славой и грандиозными постройками и дворцами, которыми украшались их резиденции; но чем знаменитее был фараон, чем блистательнее было его царствование, тем больше стонал народ под тяжестью непосильных работ. Партиями отвозили изнурённых рабочих в каменоломни, заставляли высекать огромные глыбы гранита и с невероятными усилиями тащить их к месту построек; заставляли рыть и проводить новые каналы, делать кирпичи и месить глину и известь для возводимых построек, поднимать воду из Нила в канавы для орошения полей, под палочными ударами жестоких надзирателей, как это ясно изображает Пятикнижие: «Египтяне с жестокостью принуждали сынов Израилевых к работам и делали жизнь их горькою от тяжкой работы над глиною и кирпичами и от всякой работы полевой» (Исх. 1:13, 14).
Согласно религиозной традиции, египетское рабство продолжалось 210 лет.

### Исход из Египта и скитания по пустыне (XV век до н. э.)
Согласно Библии, условия жизни израильтян в годы, предшествующие Исходу, становятся невыносимыми. Когда фараон увидел, что принятые им меры не в состоянии задержать роста молодого народа, им было издано жестокое повеление, сначала тайно, а потом и открыто, убивать родившихся мальчиков из племени израильтян. И к народным стонам под тяжестью изнурительных работ присоединились стоны и вопли матерей, но среди этих стонов и воплей израильского народа родился его великий избавитель Моисей.
Моисей, чудом спасённый от деспотизма фараона, был воспитан при дворе фараона и в качестве усыновлённого сына дочери фараона  был посвящён египетскими жрецами во «всю мудрость египетскую» (Деян. 7:22) и таким образом получил блистательную подготовку для своего будущего предназначения. Он не затерялся в суете придворного блеска и не забыл своего происхождения от угнетаемого народа. Он не порвал и связи с ним, а напротив того, из роскошных палат дворца фараона ему было ещё больнее смотреть на то унижение и рабство, в котором находился его народ, и явственнее слышался стон его собратьев. При виде бедствий своего народа Моисею делался противным блеск раззолоченных дворцов, и он уходил в убогую хижину своих родителей, чтобы утешить бурю своего возмущённого духа. Он «лучше захотел страдать с народом Божиим, нежели иметь временное, греховное наслаждение» (Евр. 11:25) и потому даже «отказался называться сыном дочери фараоновой» (Евр. 11:24).
Среди своих соплеменников Моисей вблизи увидел их страдания и однажды в порыве негодования убил египетского надсмотрщика, который жестоко наказывал раба-израильтянина. Моисей зарыл египтянина в песке, стараясь скрыть следы своего невольного человекоубийства, однако молва об этом успела распространиться, и ему грозила смертная казнь. Вследствие этого он вынужден был бежать из Египта на гористый, малодоступный Синайский полуостров, в Мидьян, где он в течение 40 лет вёл тихую пастушескую жизнь.
Когда наступило время, Моисей получил от Бога великое призвание вернуться в Египет, чтобы вывести оттуда свой народ из плена рабства и привести их к служению открывшемуся ему Богу. Вернувшись в Египет уже в качестве посланника и пророка Божия, Моисей именем Бога потребовал от фараона отпустить его народ, демонстрируя чудеса, призванные убедить фараона и его приближённых в божественности его предназначения. Эти чудеса получили название десяти казней египетских из-за того, что каждое продемонстрированное Моисеем чудо сопровождалось страшными бедствиями для египтян. После продолжительной и настойчивой борьбы Моисей вывел народ из Египта. Всего через неделю после Исхода армия фараона настигла евреев у Чермного, или Красного, моря, где совершается ещё одно чудо: воды моря расступились перед израильтянами и сомкнулись над войском фараона.
Странствуя по пустыне вслед за огненным столпом, израильтяне спустя семь недель после Исхода подошли к горе Синай. У подошвы этой горы (отождествляемой большинством исследователей с горой Сас-Сафсафех, а другими с Сербалом) при грозных явлениях природы заключён был окончательный Завет (договор) между Богом и евреями как избранным народом, предназначенным отныне быть носителем истинной религии и нравственности для распространения их впоследствии на всё человечество. Основу Завета составили знаменитые Десять заповедей (Десятисловие), высеченные Моисеем на двух Скрижалях Завета после сорокадневного уединения на горе Синай. Эти заповеди выражают основные начала религии и нравственности и доныне составляют основу всякого законодательства. Там же произошла религиозная и общественная организация народа: была сооружена Скиния (походный Храм), по воле Всевышнего колено Левия (левиты) было выделено для её обслуживания, а из самого колена были выделены коэны — потомки Аарона, брата Моисея, для священнослужения.
После годичной стоянки у священной горы народ, насчитывавший более 600 000 человек, способных носить оружие (что для всего народа составит более 2 000 000 душ), двинулся в дальнейший путь к Земле Обетованной, то есть к Ханаану.
Несмотря на то, что цель странствий — земля Ханаан, была установлена ещё при выходе из Египта, народ проводит в пути 40 лет в наказание за то, что он возроптал на Бога, усомнившись в успехе исхода, когда посланные в Ханаан 12 разведчиков, испугавшись местного населения, не рекомендовали евреям туда входить. Путь израильтян по пустыне сопровождался как трудностями и бедствиями, так и божественными чудесами: дарованием манны небесной, появлением воды из скалы и многими другими. Движение было медленным, лишь через 40 лет странствования уже новое поколение подошло к границам Ханаана к северу от Мёртвого моря, где сделало последнюю остановку на берегу Иордана. Там с вершины горы Нево Моисей окинул взглядом страну своих надежд и, сделав нужные распоряжения и назначив своим преемником Иисуса Навина, скончался, так и не вступив в Землю Обетованную.

### Завоевание Ханаана (начало XIV века до н. э.)
Согласно библейским преданиям, став во главе народа, Иисус Навин с необычайной энергией повёл наступательную войну и, пользуясь раздробленностью местных ханаанских князей, за короткое время разбил их одного за другим, при этом подвергая всё население поголовному истреблению, находившему себе оправдание, кроме того, и в той ужасной степени религиозно-нравственного развращения, на которой находились ханаанские народы и при которой они становились решительно опасными для религии и нравственности избранного народа. Завоевание исполнено было в семь лет, и завоёванная земля разделена была между двенадцатью племенами, на которые разделялся народ (по числу своих двенадцати родоначальников, сыновей Иакова), с выделением из них тринадцатого колена Левиты на священное служение.

### Эпоха Судей (XIV—XI веков до н. э.)
После смерти Иисуса Навина народ остался без определённого политического вождя и фактически распался на двенадцать самостоятельных республик, объединением для которых служило лишь единство религии и закона и сознание своего братства по крови. Это разделение естественно ослабило народ политически, а вместе с тем и нравственно, так что он стал быстро подчиняться влиянию оставшегося не истреблённым ханаанского населения и увлекаться безнравственными формами его идолопоклонства, состоявшего в обожествлении производительных сил природы (культ Ваала и Астарты). Этим пользовались как туземные, так и окружающие народы и, мстя евреям за их прежние победы, подчиняли их себе и подвергали жестоким угнетениям.
От этих бедствий народ был избавлен старейшинами и доблестными вождями, так называемыми судьями, среди которых особенно выдаются знаменитая пророчица Девора, доблестный Гедеон и прославившийся своей чудесной силой Самсон, гроза злейшего врага израильского народа — филистимлян. Несмотря на эти подвиги отдельных лиц, вся история периода судей (продолжавшегося около 350 лет) есть история постепенных заблуждений, беззаконий и идолопоклонства народа с неразлучно следовавшими за ними бедствиями. Среди еврейского народа почти совсем забыта была истинная религия поклонения Единому Богу, и на место её явились жалкие суеверия, распространявшиеся разными беспутными, бродячими левитами. Безнравственность стала настолько всеобщей, что прелюбодейное сожительство считалось обычным делом и как бы заменяло брак, а в некоторых городах развелись даже такие гнусные пороки, которыми некогда Содом и Гоморра навлекли на себя страшный гнев Божий.
Внутреннее беззаконие и всеобщее самоуправство довершают картину жизни израильского народа в те дни, «когда у него не было царя и когда каждый делал то, что ему казалось справедливым» (Суд. 21:25). При таком положении избранному народу грозила окончательная гибель, но он избавлен был от неё последним и наиболее знаменитым судьёй Самуилом. Своим проницательным умом открыв самый источник бедствий своего народа, он посвятил всю свою жизнь благу его и решился произвести в нём радикальное религиозно-общественное преобразование. Сосредоточивая в своей личности и духовную, и гражданскую власть и будучи пламенным ревнителем веры отцов, он с целью возрождения народа, сам будучи пророком и учителем веры, пришёл к мысли основать учреждение, которое могло бы навсегда служить источником духовного просвещения и из которого могли бы выходить просвещённые ревнители веры и закона. Такое учреждение и явилось в виде пророческих школ, или так называемых «сонмов пророков». Из этих школ впоследствии и выходили те доблестные мужи, которые бесстрашно говорили горькую правду сильным мира сего. Одушевлённые самоотверженной ревностью об истинном благе народа, они были бесстрашными поборниками истинной религии и выступали решительными защитниками её при всякой угрожавшей ей опасности. Деятельность их развивалась и крепла по мере хода исторической жизни народа, и с течением времени они сделались грозными мстителями за всякое попрание религии, истины и справедливости. Своей неустанной проповедью они с этого времени не переставали будить совесть народа и его правителей и тем поддерживали в нём дух истинной религии и доброй нравственности.
Мудрое правление Самуила продолжалось до его преклонных лет; но беззаконные действия его негодных сыновей вновь угрожали народу возвращением к прежним бедствиям, и тогда в народе явилось непреодолимое желание решительно покончить с периодом анархии и он стал просить престарелого судью поставить над ним царя, который бы «судил их, как и прочие народы». Это желание было вызвано в народе окончательным сознанием своей неспособности к самоуправлению по возвышенным началам теократии, как они изложены были в законодательстве Моисея, хотя самое учреждение царской власти отнюдь не противоречило началу теократии и, напротив, в самом законодательстве Моисея предвиделось как необходимая ступень в развитии исторической жизни народа.(Втор. 22:14,15)

## Древняя история (XI—IV века до н. э.)

### Период объединённого царства (XI—X века до н. э.)
Около X века до н. э. на территории Ханаана было создано объединённое еврейское царство.

#### Правление Саула (XI век до н. э.)
Самуил, уступая желанию народа, помазал на царство Саула (Шаула), происходившего из отличавшегося своей воинственностью колена Вениаминова.
Новый царь, и после избрания на царство с истинной патриархальностью продолжавший предаваться мирному труду пахаря, скоро показал свою воинственную доблесть и нанёс несколько поражений окружающим враждебным народам, особенно филистимлянам, со времени Самсона сделавшимися злейшими угнетателями Израиля. Но эти подвиги вскружили ему голову, и он от первоначальной простоты начал круто переходить к высокомерному самодержавию, не стеснявшемуся в своих действиях даже указаниями престарелого пророка Самуила и закона Моисея. Отсюда неминуемо произошло столкновение между светской и духовной властью, и так как всё показывало, что Саул и дальше пойдёт всё в том же направлении, прямо угрожавшем подорвать основной принцип исторической жизни избранного народа, то оказалась печальная необходимость пресечь этот царственный род и преемником ему был избран юный Давид из колена Иудина, из города Вифлеема.
Продолжительность царствования Саула не была однозначно указана в Библии, его смерть датируется, по разным источникам, 1055—1004 годами до н. э.

#### Правление Давида
На рубеже 2—1-го тысячелетия возникает Израильское царство Давида. Давид, помазанный на царство, когда ещё был пастухом, стал знаменитейшим царём Израиля и родоначальником длинной линии царей иудейских почти до конца политического существования израильского народа.
Новый избранник не сразу вступил на престол, а должен был всю молодость провести в разнообразных приключениях, скрываясь от кровожадной ревнивости всё более падавшего нравственно царя Саула.
В течение первых семи лет царствования его резиденцией был Хеврон, а после убийства сына Саула, Иевосфея (Ишбошета) все колена признали Давида своим царём.
Давид пришёл к убеждению, что для утверждения царской власти в стране ему необходима столица, которая, не принадлежа никакому колену в отдельности, могла бы служить общей столицей для всего народа. Для этой цели он наметил одну сильную крепость на рубеже между коленами Иудиным и Вениаминовым, которая, несмотря на все усилия израильтян, отстаивала свою независимость и до того принадлежала храброму племени иевусеев. То был Иерусалим, который, как видно из новейших открытий, ещё до вступления евреев в Ханаан занимал важное положение среди других городов страны, имея над ними своего рода гегемонию. Крепость эта теперь должна была пасть перед могуществом нового царя, и Давид основал в ней свою царскую столицу. Новая столица благодаря своему великолепному положению начала быстро стягивать к себе иудейское население, скоро расцвела пышно и богато, и Иерусалим стал одним из знаменитейших городов в истории не только израильского народа, но и всего человечества.
С Давида начинается быстрый расцвет и всего царства. Благодаря необычайной энергии этого гениального царя скоро приведены были в порядок расстроившиеся в конце прежнего царствования дела внутреннего благоустройства, и затем начался целый ряд победоносных войн, во время которых окончательно были сокрушены злейшие враги Израиля — филистимляне, а также моавитяне и идумеяне, земли которых сделались достоянием Израиля. Благодаря этим победам и завоеваниям царство израильского народа сделалось могущественной монархией, которая на время повелевала всей Западной Азией и в руках которой находилась судьба многочисленных народов, трепетно приносивших свою дань грозному для них царю. С финикиянами израильтяне вошли в ближайшие дружественные отношения, и эта дружба с высококультурным народом была весьма полезна и выгодна им в деле развития их материальной культуры. Вместе с тем начала быстро развиваться и духовная жизнь, и к этому именно времени относится богатейший расцвет древнееврейской духовно-религиозной поэзии, которая нашла себе особенно замечательное выражение в дивных своей глубиной и пламенностью чувств Псалмах самого Давида и приближённых к нему певцов. К концу царствования вследствие введённого царём многожёнства начались различные смуты, которыми были омрачены последние годы жизни великого царя, и после тяжёлых смятений престол перешёл к сыну самой любимой его жены, но вместе с тем и главной виновницы его бедствий, Вирсавии, именно к юному Соломону (ок. 1020 до н. э.).

#### Правление Соломона
Соломон (Шломо) наследовал от своего отца обширное государство, простиравшееся от «реки египетской до великой реки Евфрата». Для управления таким государством требовался обширный ум и испытанная мудрость, и, к счастью для народа, юный царь был от природы наделён светлым умом и проницательностью, давшими ему впоследствии славу «мудрейшего царя». Пользуясь установившимся миром, Соломон обратил всё своё внимание на культурное развитие государства и в этом отношении достиг необычайных результатов. Страна разбогатела, и благосостояние народа возросло до небывалой степени. Двор Соломона превосходил в своём блеске дворам величайших и могущественнейших властелинов тогдашнего цивилизованного мира. Но высшим делом и славой его царствования было построение величественного Храма в Иерусалиме, заменившего собой обветшавшую Скинию, который отныне стал национальной гордостью Израиля, душой его не только религиозной, но и политической жизни.
При нём же и поэзия достигла своего наивысшего развития, и замечательнейшими произведениями её служит знаменитая «Песнь Песней» (Шир ха-ширим), по своей внешней форме представляющая нечто вроде лирической драмы, воспевающей любовь в её глубочайшей основе и чистоте. При Соломоне еврейский народ достиг кульминационного пункта своего развития, и с него же началось обратное движение, которое всего заметнее сказалось на самом царе. Конец его царствования омрачился разными разочарованиями, причиной которых главным образом было дошедшее до необычайных размеров многожёнство и связанные с ним непомерные расходы. Народ стал тяготиться быстро возраставшими налогами, и Соломон кончил жизнь с убеждением, что «всё суета и томление духа», и с опасением за будущность своего дома, которому угрожал выступивший уже при нём Иеровоам.

### Эпоха Первого Храма (IX—VII века до н. э.)
В X веке до н. э. царём Соломоном был построен Храм (Бейт а-микдаш, «Дом Святости») в Иерусалиме. На протяжении многих веков создаётся Танах (еврейское Священное Писание).
Несмотря на битву между великими древними державами Египтом, Ассирией, а потом и Нововавилонским царством за гегемонию в данном регионе, несмотря на внутренний раскол, приведший к созданию двух, подчас враждовавших друг с другом еврейских царств, еврейский народ, его политические и религиозные лидеры смогли настолько укрепить связь евреев с этой землёй и Иерусалимом, что даже уничтожение еврейского государства и Иерусалимского храма и выселение евреев в Месопотамию не положило конец их национальной истории.

#### Период разделённых царств (ок. 930 до н. э. — 722 год до н. э.)
После смерти Соломона (932—928 до н. э. по разным датировкам), при его преемнике, неопытном и заносчивом Ровоаме, народ израильский разделился на два царства, из которых большее (десять колен) отошло к Иеровоаму из колена Ефремова. Эти части стали называться Иудейским царством и Израильским царством, и между ними началось ожесточённое соперничество, которое истощало их внутренние и внешние силы, чем не замедлили воспользоваться соседи, и уже при Ровоаме египетский фараон Шешонк I сделал быстрый набег на Иудею, взял и ограбил Иерусалим и многие другие города страны и свою победу увековечил в изображениях и надписях на стене великого карнакского храма. С разрывом политического единства начался разрыв и религиозного единства, и в царстве Израильском в политических видах учреждён был новый культ, якобы представлявший собой поклонение Богу Израиля под видом золотого тельца — в Вефиле. Напрасно протестовали против этого великие ревнители монотеизма — пророки, новый культ укоренился и повлёк за собой неизбежное уклонение в самое грубое суеверие и идолопоклонство, за которым в свою очередь следовал полный упадок нравственности и ослабление общественно-политического организма. Вся история царства Израильского представляет собой непрестанные внутренние смуты и политические перевороты.
В 722 году столица Северного Израильского царства — Самария — была разгромлена воителями Ассирии, а его население, потомки десяти из 12 колен Израиля, было переселено ассирийцами в Мидию. Уведённый в плен народ Израильского царства бесследно затерялся там среди окружающих народностей Востока. Предания о «десяти пропавших коленах» были популярны в еврейском, христианском и мусульманском фольклоре, до сих пор распространены среди восточных еврейских общин и среди иудействующих движений. Согласно одной из легенд они вернутся перед приходом Мессии (Машиаха).

#### Иудейское царство при господстве Ассирии и Вавилонии (720—586 до н. э.)
Иудейское царство, остававшееся более верным истинной религии и закону Моисея и имевшее в Иерусалимском храме могучий оплот против внешних разлагающих влияний, продержалось дольше Израильского; но оно тоже не избегло роковой участи. В 586 вавилоняне завоевали Иудейское царство, разрушили Иерусалимский храм и увели цвет его населения в Вавилон (Вавилонское пленение).

### Вавилонское пленение (586—537 до н. э.)
Вавилонский плен, однако, не стал могилой для народа Иудеи, в отличие от ассирийского плена, ставшего роковым для населения Израиля. Напротив, он послужил первым шагом к распространению чистого монотеизма среди народов языческих, так как с этого именно времени начался тот великий процесс иудейского рассеяния. Спустя 70 лет в силу указа великодушного Кира Персидского, сломившего могущество Вавилона, иудеи получили возможность возвратиться на свою землю и построить новый Храм в Иерусалиме.

### Эпоха Второго Храма (VI век до н. э. — I век н. э.)
Развитие своеобразной еврейской культуры на базе древней традиции и под влиянием эллинистического мира. Формирование библейского канона. Возникновение еврейской диаспоры, связанной с Иерусалимом и еврейским населением в Земле Израиля.

#### Иудея под персидским владычеством (537—332 до н. э.)
С падением Нововавилонского царства (539) и возникновением Персидской империи, включившей в свои пределы все важнейшие центры древнего мира — в Месопотамии, Малой Азии и Египте, — часть евреев возвратилась в Иудею, где ими был восстановлен Храм и возрождён религиозный центр в Иерусалиме, вокруг которого возобновилась государственная и этническая консолидация евреев. Персидские цари официально признали право евреев жить по законам праотцов, запечатлённым в Торе.
С этого времени начинает складываться доминирующая модель этнического развития евреев, включающая символический и культурный центр в Израиле и обширную диаспору. Возникнув первоначально в Месопотамии и Египте, с конца 1 тыс. до н. э. диаспора охватывает Северную Африку, Малую Азию, Сирию, Иран, Кавказ, Крым, Западное Средиземноморье.

## Античный период

### Иудея под греческим владычеством (332—167 до н. э.)
После разрушения персидской монархии Александром Македонским Земля Израиля сначала была подчинена Птолемеям в Египте (320—201 до н. э.), затем Селевкидам в Сирии. В эту эпоху в еврейскую среду проникает греческая культура. Высшие классы усваивают греческие нравы и обычаи, наряду с древнееврейским и арамейским распространяется также древнегреческий язык (койне). Одновременно среди евреев распространяются три философских и религиозных течения. Наиболее популярным является учение фарисеев, учителей ревнителей закона. Путём толкований они стремятся приспособить основы Моисеева законодательства к новым условиям жизни, а также оградить чистоту еврейского вероучения и ритуала от языческого и в особенности эллинского влияния. Другого направления держались саддукеи, представители священнических и аристократических классов. Не допуская никаких толкований закона, они требовали от народа слепого исполнения обрядов. Третье направление заключалось в удалении от мирской суеты, в искании спасения в простой суровой жизни. Представителями этого течения были ессеи, родоначальники христианского аскетизма.
Рассеяние евреев по всем странам Востока и Запада началось за III века до н. э. Кроме обширных еврейских колоний в Месопотамии и Персии, Бактрии и Армении, со времени вавилонского пленения, в эпоху господства в Палестине Птоломеев образовалась очень многочисленная колония евреев в Египте (Александрии и др.), где в городе Гелиополе был воздвигнут храм Ония, соперничавший с Иерусалимским. Во II веке до н. э. появились колонии евреев в Риме и некоторых приморских городах западного Средиземноморья.

### Освободительные войны Хасмонеев (167—140 до н. э.)
С переходом евреев под сирийское владычество начались при Антиохе IV Эпифане жестокие гонения на еврейский культ и стремление насильственно эллинизировать евреев. В целях национальной самообороны среди евреев, под предводительством священника Маттафии и его сыновей (Маккавеев), возникло восстание (165—141 до н. э.) против сирийцев, закончившееся освобождением Иудеи из-под власти Сирии. В 141 году до н. э. освобождённая Иудея провозгласила правителем сына Маттафии, Симона (Шимона), родоначальника хасмонейской династии.

### Хасмонейское царство (140—37 до н. э.)
Еврейское восстание не только отстояло религиозную независимость Иудеи, но и привело к созданию независимого Хасмонейского царства (164—37) со столицей в Иерусалиме.
В это время эллинизированные группы и нееврейские семитские народы Негева и Заиорданья влились в состав еврейского народа.
Преемником Симона был его сын Иоанн-Гиркан (135—106 до н. э.), соединивший в своём лице царский титул и сан первосвященника. Потомки его были уже далеки от традиций эпохи национального подъёма первых Маккавеев, и всецело поддались влиянию эллинской культуры. После Иоанна-Гиркана царствовали его сыновья Аристобул, 106—105, и Александр Яннай, 105—79. Последнему наследовала его супруга, Саломея Александра, 79—70.
В 63 году до н. э. вспыхнула распря между сыновьями Саломеи, Гирканом II и Аристобулом II, в результате которой был призван третейским судьёй римский полководец Помпей, взявший Иерусалим и обративший Иудею в этнархию, входившую в состав римской провинции Сирия и находившуюся под управлением Гиркана. В 40 до н. э. Антигон, младший сын Аристобула, стал при помощи парфян царём.

### Царь Ирод I и его преемники (37 до н. э. — 6 н. э.)
Ирод I Великий, сын идумейского наместника Антипатра, поддерживаемый римлянами, покорил (37 до н. э.) Иерусалим, низверг Антигона, отстроил великолепный Иерусалимский храм (19 до н. э.), Ирод умер в 4 году до н. э. Сын его Архелай низложен в 6 году н. э. римлянами. Иудея присоединена к провинции Сирия и подчинена римскому прокуратору.

### Иудея под властью Рима (6—66)
Ирод Агриппа I, внук Ирода Великого, стал (с 37 по 44 годы), по милости римского императора Калигулы, царём Иудеи.
Упадок Иудеи со времени последних Хасмонеев, гнёт антинациональной политики Иродовой династии, произвол и насилия римских прокураторов вызвали сильное брожение в народе, разбившемся на враждовавшие между собою партии. Особенно сильно распространилось мессианское движение, сначала имевшее национально-политический характер: Мессия-спаситель явится и восстановит в Иудее независимое царство мира и справедливости;
В этот период еврейская диаспора ещё более укрепила свою связь с Иерусалимом. Собиравшийся при Храме Синедрион рассылал по всему древнему миру гонцов, руководя жизнью еврейской диаспоры в Риме и Александрии, в Вавилонии и Афинах, а евреи диаспоры прибывали в Иерусалим, особенно на большие праздники, и задерживались там месяцами, изучая Тору и наблюдая Храмовую службу. Они говорили на разных языках, носили одежды, принятые там, откуда они приехали, но ощущали себя одним народом.

### Война с римлянами и падение иудейского государства (66—70)
В 66 году разразилось восстание против римлян (Первая Иудейская война), окончившееся в 70 году, после взятия Иерусалима Титом, разрушением Храма, избиением и изгнанием евреев.

## Период Мишны и Талмуда (I—VII века)
Укрепление еврейских общин, развитие духовной жизни народа в отсутствие собственного государства. Создание канонического литературного корпуса, определяющего мировоззренческие установки каждого еврея.

### От разрушения Иерусалима до восстания Бар-Кохбы (70—138)
Политика Римской империи, направленная на внедрение в сознание порабощённых народов представления об исключительной, «божественной» власти императора, а также поощряемое римскими наместниками укрепление позиции других народов в Земле Израиля привели к многочисленным восстаниям еврейского народа против Рима (Иудейские войны, I—II века н. э.). В результате Второй Храм был разрушен (70) и большое число евреев было изгнано из Иудеи, пополнив еврейские общины диаспоры. После жестокого разгрома последнего восстания евреев под предводительством Бар-Кохбы (132—135) еврейскому присутствию в Иерусалиме и Иудее вообще был положен конец, древняя Александрийская община была уничтожена. Тогда же появился введённый римлянами термин «Палестина», который должен был стереть память о еврейском присутствии в Земле Израиля.

### В Палестине до завершения Иерусалимского Талмуда (200—425)
Национальная трагедия побудила еврейский мир внутренне перестроиться. Деятельность еврейского центра в Явне, а позднее деятельность рабби Иехуды ха-Наси привели к тому, что еврейское руководство учредило автономную судебную и образовательную систему, в надежде на то, что рано или поздно возникнут условия для возрождения еврейского государства в Земле Израиля. Этот процесс отражён в Мишне и созданных на её основе Иерусалимском и Вавилонском Талмуде. Таким образом, еврейские общины разрабатывали формы духовной жизни, направленные на сохранение национальной неповторимости в отсутствие собственного государства.

### В Вавилонии до заключения Вавилонского Талмуда (200—500)
После разрушения Храма и особенно разгрома восстания Бар-Кохбы главная масса евреев ушла в Месопотамию, где в течение восьми веков находился духовный и интеллектуальный центр евреев, действовали еврейские талмудические академии, жили духовные главы евреев: эксилархи и гаоны (этот период еврейской истории называется эксилархатом и гаонатом).

### В Римской империи и Византии
Одновременно обширные потоки еврейской эмиграции направились в Египет, вдоль всего африканского побережья до Марокко, перешли на Пиренейский полуостров. Другой эмиграционный поток шёл на Балканский полуостров, вдоль всего Чёрного моря (Крым), отсюда доходил по Днепру до Киева. Обширные еврейские колонии возникли также в Риме, в северной Италии, южной Франции и в прирейнских городах.
До принятия в Римской империи христианства евреи везде жили мирно среди других народов, занимаясь земледелием, ремёслами, и вели торговые сношения между Востоком и Западом. В Италии, Франции и Германии евреи до начала Средних веков не подвергались никаким ограничениям в занятиях. В Ломбардии и южной Франции они занимались земледелием наряду с торговлей.
С возникновением христианской империи еврейские общины оказались в принципиально новой ситуации. Если языческая Римская империя физически лишила еврейский народ его родины и столицы, то христианизированный Рим претендовал на контроль над духовной жизнью еврейского народа.
Преследования евреев начались в Византии при Феодосии II (401—450), который отличался религиозным фанатизмом и стремлением к полицейскому регламентированию внутренней жизни.

## Средние века

### Раннее средневековье (VI—IX века)
С VII века н. э. положение евреев усложнилось. Еврейские общины в диаспоре оказались разделены между двумя цивилизациями — христианством и исламом, которые хотя и были исторически связаны с древним еврейским духовным наследием, на деле заявляли о своём принципиальном отмежевании от еврейства. Новая исламская цивилизация повела борьбу с христианской цивилизацией как за политическое господство в Земле Израиля, так и за духовные ценности живущих в ней народов, в том числе и евреев.
Евреи, не имевшие ни своего государства, ни своей армии, должны были выработать новые формы социальной организации, которые позволили бы им сохранить своё духовное наследие и утвердить свой автономный статус в нееврейском обществе. Такой формой стала средневековая община, вписавшаяся в общую корпоративную структуру феодального общества и создавшая условия для удовлетворения социальных, религиозных и экономических потребностей евреев. Руководство еврейских общин не только справилось с задачей выживания, но и создало условия для экономического и духовного развития, более того, евреи зачастую становились торговыми и культурными посредниками между враждующими христианами и мусульманами.
Сталкиваясь с новыми формами общественной жизни и входя в контакт с новой для них культурой, евреи не замыкались в традиционной системе представлений, а стремились обогатить свой внутренний мир за счёт достижений окружающего их общества. Результатом этого процесса стало формирование многообразной и самобытной средневековой еврейской культуры, включавшей в себя как древние культурные пласты, так и плоды творческой деятельности последних поколений.

#### В Палестине
Этнический центр в Палестине практически прекратил существование после арабского завоевания (638).

#### Евреи на Востоке до конца эпохи гаонов (500—1040)
В Месопотамии при багдадских халифах и в Испании при владычестве мавров евреи пользовались равноправием, допускались к высшим государственным должностям.

#### В Византии
Евреи составляли одно из крупнейших и важнейших этнических меньшинств в Византии. До середины VII века еврейское население Византии состояло из двух основных групп — евреев, проживавших на территории Палестины, где за ними признавалось право на автономию под руководством собственных лидеров во главе с наси, и евреев диаспоры, расселившихся во многих городах империи, преимущественно в Греции и Южной Италии]].
После начала арабских завоеваний бо́льшая часть евреев оказалась на территории халифата. С этого времени, особенно в правление императоров Ираклия I (610—641), Льва III Исавра (717—741) и Василия I (867—886), усилилось законодательное давление на евреев с целью принуждения их принять крещение; в целом эти попытки не были успешными. В конце концов евреи были предоставлены сами себе, для проживания им были выделены обособленные кварталы. Гонения на них были не часты, а некоторые императоры, например Михаил VIII (1261—1282) и Андроник II (1282—1328), были к ним весьма благосклонны.

#### В Европе до крестовых походов (500—1096)
Принято считать, что в раннем Средневековье евреи жили в относительной безопасности, однако в реальности это был период, когда евреев уже начинали изгонять и принуждать к принятию христианства. В Европе гражданский статус, обеспеченный римским правом, постепенно менялся на феодальную зависимость, но принести присягу вассала могли только христиане. Таким образом, евреи оставались вне защиты закона и полностью зависели от благосклонности правителей. Разрешая евреям заниматься торговлей или ремеслами в своих владениях, правители взимали с них за это большие подати.
Во еврейских общинах городов Германии возникали талмудические школы и появлялись авторитетные законоучители. Так, в начале XI века прославился рабби Гершом из Майнца, которого прозвали «Меор-гагола» (светило рассеянного народа). 

### Высокое и позднее средневековье (X—XV века)

#### В Исламском мире
В XII веке в Испании и Северной Африке значительное число евреев были насильственно обращены в ислам мусульманскими фанатиками альмохадами.

##### Золотой век еврейства в Испании (VIII—XII века)
Начиная с 750 по 1100 годы длился золотой век ислама и испанского еврейства. Евреи-торговцы говорили на многих языках: латыни, иврите, греческом, персидском, арабском и поэтому использовались правителями не только Испании, но других стран, для дипломатической работы. Выезжая в другие страны, они могли не только торговать, но и вести переговоры. Одним из наиболее успешных дипломатов был испанский еврей Хаздай ибн Шапрут. И хотя евреям жилось среди правивших тогда Испанией мусульман лучше, чем среди христиан, однако и там возникали фундаменталистские движения пробуждения, и мусульмане могли выступать против евреев и вырезать их. Упомянутый лидер Хаздай ибн Шапрут выступал в качестве защитника своего народа, и обращался к мусульманским лидерам, чтобы те утихомирили фундаменталистов и защитили его народ.

#### В Западной Европе
Изгнания и преследования евреев привели к рассеянию еврейского народа по всем уголкам мира — от Северной Африки и Османской империи до открытой Колумбом Америки и сопровождались усилением изоляции евреев и их вытеснением на периферию общественной жизни в Европе.
Несмотря на тяжкие экономические условия и постоянные преследования, творческая жизнь не замирала среди евреев. Знакомые по арабским переводам с греческой литературой, они перевели многие классические сочинения на еврейский язык, изучали в подлиннике греческих и латинских авторов. В эпоху возрождения итальянские и нидерландские евреи явились учителями многих гуманистов, которые с Иоганном Рейхлином во главе взяли под защиту Талмуд, когда фанатики воздвигли костры из еврейских книг.

##### В христианской Европе в в эпоху крестовых походов (1096—1215)
В моменты социальных и религиозных потрясений евреи становились первыми жертвами насилия. Кровавые преследования евреев начались со времени Первого крестового похода (1096 год), когда были разгромлены богатые еврейские общины на Рейне, в Трире, Шпейере, Майнце и Кёльне. Евреи-мужчины были истреблены, женщины насильно взяты в жёны, а дети насильно крещены. С этих пор до конца XVIII века евреи в Западной Европе периодически подвергались гонениям. Короли (например, Филипп II Август и др.) и князья, когда нуждались в деньгах, изгоняли евреев из своих владений, отбирали у них всё имущество и призывали их назад для оживления торговли, давали евреям наживать состояния, чтобы вновь отобрать всё для себя.
Во многих государствах, владениях и городах евреи с XII века подвергались разнообразным притеснениям: их принуждали принимать крещение (марраны), жить в особых еврейских кварталах (но лишь в 1516 г. возникло первое гетто), носить особый костюм, запрещалось владеть землёй, заниматься земледелием и многими ремёслами; во многих местах им разрешалось заниматься исключительно отдачей денег в рост и торговлей старым платьем.

##### Века бесправия и мученичества до изгнания евреев из Франции (1215—1394)
С XIII века в Западной Европе стали распространяться кровавые наветы против евреев, за которыми последовали дополнительные антиеврейские постановления католической церкви. В 1290 году евреи были изгнаны из Англии, в 1394 году — из Франции. В 1348 году евреев обвинили в распространении эпидемии чумы и истребили во многих городах.

##### Последний век еврейства в Испании (1391—1492)
В 1391 году 5000 еврейских семей были уничтожены в Севилье; разрушены 23 синагоги. В этот же год — 20 000 евреев сожжены на костре и начинаются жестокие преследования евреев в Испании. В 1492 — Фердинанд II Арагонский и Изабелла I Кастильская издают указ, касающийся проживавших в Испании более полутора тысяч лет евреев. Поставленные перед выбором — или принять христианство, или убираться вон, большая часть иудеев отказалась предать свою веру и были изгнаны из страны. В результате их имущество конфисковали, а громадная задолженность королевской четы перед еврейскими кредиторами таким образом была присвоена властями. Хотя церковные инквизиции существовали по всей Западной и Центральной Европе с XII по XIX века, в Испании она была жестокой и широкомасштабной. По существующим оценкам, 30 тысяч марранов — крещённых представителей еврейского народа, были сожжены на кострах испанской инквизицией с XV века по 1808 год. Вдобавок к этому в 1492 году все некрещёные евреи были изгнаны из страны. Они были лишены всего своего имущества и не имели никаких средств самозащиты, поэтому приказ о массовой высылке из страны был для них фактически смертным приговором. Испанские евреи (вместе со многими другими, жившими в разные века в различных странах) постоянно находились «между молотом и наковальней».
В том же 1492 году около 300 000 евреев изгнано из Испании и Португалии, где в течение семи веков под владычеством мавров находился второй иудейский духовный центр, и расцвела новоеврейская литература. Из Испании евреи направились в Нидерланды, Италию, где пользовались покровительством некоторых пап, и в Турцию. В Германии иудеи за уплату особой подати были взяты под защиту императоров.

#### В Польше, Литве и на Руси (XII—XV века)
На Юге и Юго-Востоке Руси и в Киеве евреи присутствовали с IX—XI веков. В Польше и Литве евреи поселились с XI века. Особенно усилились здесь еврейские поселения со времени жестоких преследований евреев в XII—XIV веках. Короли Болеслав Набожный (1264) и Казимир III (1334—1367) даровали польским евреям грамоты, в которых евреям были предоставлены разные права и льготы и права внутреннего общинного самоуправления и суда. Такого же содержания грамоты были даны литовским евреям великим князем Витовтом (1388) и королём Сигизмундом I (1507). До конца существования польско-литовского государства евреи пользовались дарованными им правами.

## Новое время (XVI—XVIII века)
Постепенная интеграция евреев в европейском обществе, сопровождавшаяся ослаблением и коренной перестройкой традиционных общинных институтов.
Перестройка средневекового общества под влиянием новых общественно-политических взглядов (абсолютизм, меркантилизм, Просвещение) и растущая секуляризация общества привели к пересмотру традиционного отношения к евреям в Европе. Переход от Средневековья к Новому времени был ознаменован началом эмансипационного процесса, поэтапным предоставлением евреям равных с неевреями гражданских прав. Эмансипация привела к возникновению многообразных контактов между евреями и их соседями: евреи проникли во все сферы общественной и культурной жизни.

### В Западной Европе
По освобождении Нидерландов от испанского гнёта там расцвела еврейская община, из среды которой вышел Барух Спиноза. После победы английской революции 1640 года над абсолютизмом и клерикализмом Тюдоров евреям разрешено было вновь селиться в Англии.

### В Польше и России
В XVII веке во время казацких набегов в польские области евреи сильно пострадали особенно в эпоху Богдана Хмельницкого и гайдаматчины. Разорение евреев в юго-восточной части польского государства создало благоприятную почву для мистических движений и сектантства. Сильное впечатление не только на польских евреев, но и евреев Западной Европы произвело появление в Смирне лжемессии Саббатая Цви (1668). В середине XVIII века среди евреев Галиции, Подолии и Волыни распространилось мистическое учение хасидизма, в котором выразилось искание удручённого гонениями еврейства утешения в восторженной вере и протест против сухого формализма ортодоксального иудаизма. В середине XVIII века в Подолии и Галиции появилась полухристианская секта франкистов.
В 1742 году издан Указ «О высылке как из Великороссийских, так и из Малороссийских городов, сёл и деревень, всех Жидов».
После первого польского раздела евреям было обещано в указах Екатерины II (1772 и 1785 годы) — пользование выгодами и правами «без различия закона и народа», наравне с лицами других состояний, принятых под скипетр российской державы. Тем не менее, вскоре евреи стали подвергаться разнообразным ограничениям.

## Новейшее время (XIX—XX века)
Формирование национальных идеологий в Европе привело к замедлению процесса интеграции евреев в окружающем обществе. Как реакция на их деятельность и активное присутствие в разных сферах жизни национальных государств, получили распространения антисемитские концепции. Вместе с тем, под влиянием общего национального пробуждения народов Европы возникло сионистское движение, положившее начало созиданию еврейского «национального очага» в Палестине. Рост антисемитизма, связанный с национальным самоутверждением народов Европы на рубеже XIX—XX веков, привёл к размаху сионистского движения, особенно среди ассимилированного еврейства.

### В Западной Европе
Эмансипация евреев в Западной Европе началась с Великой французской революции. В 1791 году евреи Франции получили общие гражданские права. В Германии равноправие евреев было обещано в разных странах в годы национально-освободительного подъёма 1812—1814 годов. В 1858 году евреи допущены в английский парламент. Фактически постепенное уравнение в правах немецких евреев завершилось в 1848—1862 годах. Германской конституцией 1871 года признано равноправие евреев.
На начало XX века везде в Западной Европе (за исключением Румынии, где постановление Берлинского конгресса 1878 о предоставлении равноправия евреям не было приведено в исполнение) и в Америке, куда в течение XIX века переселилось более 1 миллиона евреев, евреи пользовались всеми гражданскими и политическими правами.
В то же время евреи нередко теряли привилегию на свои особенные религиозно-общественные законы. Вырабатывая ответ на новую ситуацию, эмансипированные евреи в странах Европы пришли к разным формам существования религиозной традиции, вплоть до индифферентного отношения к ней. Так возникли ортодоксальный, консервативный и реформистский иудаизм и началась ассимиляция евреев среди других народов в рамках их национальных государств.

### В Восточной Европе
Особое значение после распада Российской империи и Советского союза приобретает еврейский центр в небольших и молодых государствах Восточной Европы. Сформировавшаяся ещё в Средние века самобытная культура восточноевропейского еврейства становится основой наиболее значимых социально-культурных явлений в еврейском обществе Нового времени в целом. Идеологии и движения, возникшие в Восточной Европе, экспортируются в другие общины мира благодаря массовой миграции евреев из этого региона на Запад и в Палестину, начавшейся в конце XIX века.

### В России
В России евреи большими массами живут со времени присоединения польско-литовских областей в конце XVIII века.
Во внутренней жизни российских евреев в течение XIX века произошли значительные перемены. С начала 1860-х годов значительно усиливалось стремление евреев к общеевропейскому образованию, чему благоприятствовала либеральная политика правительства 1860—1870-х годов. Появился класс еврейской интеллигенции, принимавшей деятельное участие в общественной жизни, русской литературе и свободных профессиях. Политическая коррекция реформ ознаменовалась в 1881 году сразу после смерти Александра II рядом погромов и беспорядков в южных губерниях и изданием новых ограничительных законов 1882 и 1891 годов. Ограничения евреев негативно отразились на их экономическом положении и содействовали распространению бедности и эмиграционного движения в среде еврейского населения.

### Хаскала
Наряду с уравнением в гражданских правах в Западной Европе евреи с конца XVIII века приобщаются к европейскому просвещению и, начиная с Мозеса Мендельсона, выдвигают ряд деятелей, учёных и литераторов, работающих как в среде еврейского народа в целях его просвещения, так и на общеполитической и литературной почве (Ласкер[уточнить], Лассаль, Маркс, Кремьё, Биконсфильд, Бёрне, Гейне, позже Эйнштейн и др.).

### Катастрофа европейского еврейства (Холокост)
С приходом к власти в странах Европы ряда ультраправых режимов, в первую очередь, немецких национал-социалистов, начались массовые преследования евреев. В ходе Второй мировой войны на территориях подконтрольных немецким нацистам и их союзникам проводился геноцид, в ходе которого было уничтожено около 6 млн евреев.

## Современная история (после 1945)
Массовое уничтожение евреев Европы побудило народы мира согласиться на возрождение еврейского национального государства Израиль со столицей в Иерусалиме. Укрепление государства Израиль происходит в условиях непрекращающегося арабо-израильского конфликта, а современная еврейская диаспора служит опорой Израилю.